# Тарханов (фамилия)
Тарханов — русская фамилия татарского происхождения. Зафиксирована по крайней мере с XVI века (1573 год — Тарханов Петр, царский истопник).

## Этимология
В древности сначала у татар, а затем и у русских слово «тархан» обозначало привилигерованное лицо, за особые заслуги освобождённое от уплаты налогов и податей (см. Тархан (звание)).  В эпоху Золотой Орды наименование «тархан» (или «дархан») носили свободные представители разнообразных ремесленных профессий (мастеровые, кузнецы и т. п.), которые фактически образовали собой новое сословие. В дальнейшем это слово превратилось в личное имя, которое имело распространение как у русских, так и у татар.
В XVIII—XIX веках слово «тархан» приобрело новое значение и им стали называть мелких бродячих торговцев, особенно в Тамбове, Пензе и Саратове.
Получить фамилию Тарханов могли и выходцы из села Тарханы Пензенской области, одного из наиболее известных лермонтовских мест России.
Существует предположение, что название села Тархово в Клинском районе Московской области происходит от фамилии владельца села Тарханова. Однако более правдоподобной версией считается происхождение этого топонима от редкого православного имени Тарх или Аристарх, ставшего основой таких фамилий, как Тарахов, Тархин, Тархов.